# 成吉思汗广场站
成吉思汗广场站（蒙古语：ᠴᠢᠩᠭᠢᠰ ᠬᠠᠭᠠᠨ ᠲᠠᠯᠠᠪᠠᠢ）是呼和浩特地铁2号线的地铁车站，位于中华人民共和国内蒙古自治区呼和浩特市新城区呼伦贝尔北路街道与海拉尔东路街道交界成吉思汗大街与哲里木路交叉口地下，2020年10月1日開通运营。

## 车站结构
成吉思汗广场站位于成吉思汗大街与哲里木路交叉口，沿成吉思汗大街呈东西向布置，长203米，标准段宽度19.7米，为地下两层岛式车站。
| 地面              | 出入口 | B-D出入口 |
| 地下一层          | 站厅   | 客服中心、自动售票机、验票机                                                                                        |
| 地下二层          | 站台层 | \| \| \| █ 2号线往阿尔山路（内蒙古体育馆） \| \| 島式 · 開左邊车门 \| \| \| \| \| \| █ 2号线往塔利东路（毫沁营） \| |
|                   |        | █ 2号线往阿尔山路（内蒙古体育馆）                                                                                   |
| 島式 · 開左邊车门 |        | |
|                   |        | █ 2号线往塔利东路（毫沁营）                                                                                         |

## 车站出口
成吉思汗广场站共设3个出口，各出口及周围设施如下所示：
| 出口编号            | 照片 | 地点                 | 可到达目的地       |
| ------------------- | ---- | -------------------- | ------------------ |
| B · 出口            |      | 成吉思汗大街（南侧） | 滨海商业广场       |
| C · 出口 · （设有） |      | 成吉思汗大街（南侧） | 成吉思汗广场       |
| D · 出口            |      | 成吉思汗大街（北侧） | 内蒙古体育职业学院 |
| 图例： 设有         |      |                      |                    |

## 接驳交通

### 公交车
- 滨海玖禾奥莱：71路、95路、K4路
- 体育职业学院：76路、80路、303路、K7路

## 历史
- 2018年7月18日，车站主体结构封顶[3]。
- 2020年10月1日，本站随2号线通车一同开通[1]。